# Kai Arne Engelstad
Kai Arne Engelstad, född 21 december 1954 i Oslo, är en norsk före detta skridskoåkare.
Engelstad blev olympisk bronsmedaljör på 1 000 meter vid vinterspelen 1984 i Sarajevo.